# Selbergs identitet
Inom matematiken är Selbergs identitet en approximativ identitet mellan vissa summor över primtal upptäckt av Selberg (1949). Selberg och Erdős använde båda den till att ge elementära bevis av primtalssatsen. Identiteten lyder
{\displaystyle \sum _{p<x}(\log p)^{2}+\sum _{pq<x}\log p\log q=2x\log x+O(x)}
där summorna är över alla primtal p och q mindre än x.